# Siêu cúp Anh 2014
FA Community Shield 2014 (hay Siêu Cúp Anh 2014 theo truyền thông tiếng Việt) là trận tranh FA Community Shield lần thứ 92, một trận đấu bóng đá thường niên ở Anh diễn ra giữa đội vô địch Premier League và FA Cup mùa trước. Trận đấu diễn ra giữa Arsenal, nhà vô địch Cúp FA 2013–14 và Manchester City, nhà vô địch Premier League 2013–14. Được theo dõi bởi 71.523 khán giả tại Sân vận động Wembley ở Luân Đôn, Arsenal đã giành chiến thắng với tỷ số 3–0.
Đây là lần thứ 20 Arsenal tham dự Community Shield và lần thứ 10 của Manchester City. Lần duy nhất hai đội gặp nhau ở Community Shield là vào năm 1934, khi Arsenal thắng 4–0. Sự kiện tổ chức năm 2014 là lần đầu tiên sử dụng bình xịt biến mất, sau thành công của nó tại FIFA World Cup 2014. Trước trận đấu, huấn luyện viên Manchester City Manuel Pellegrini đã bảo vệ việc tuyển dụng chuyển nhượng câu lạc bộ của mình, sau khi huấn luyện viên Arsenal Arsène Wenger đặt câu hỏi.
Alexis Sánchez là một trong ba cầu thủ đã ra mắt thi đấu cho Arsenal trong trận đấu; với Manchester City, thủ môn Willy Caballero được chọn trước Joe Hart. Arsenal khởi đầu trận đấu mạnh mẽ hơn và vượt lên dẫn trước khi Santi Cazorla ghi bàn ở phút 22. Khoảng cách dẫn trước của họ được kéo dài thêm hai phút trước khi hiệp một kết thúc khi Aaron Ramsey thực hiện một pha phản công. Arsenal ghi bàn thứ ba của trận đấu ngay sau thời điểm một giờ; Cú sút của Olivier Giroud từ ngoài vòng cấm đi thẳng qua Caballero và đi vào khung thành.

## Kết quả
| Arsenal                               | 3–0    | Manchester City |
| ------------------------------------- | ------ | --------------- |
| Cazorla 21' · Ramsey 42' · Giroud 60' | Report |                 |